# Quixabeira (Bahia)
Quixabeira é um município brasileiro do estado da Bahia, localizado na região Centro Norte do estado. Quixabeira faz divisa com 5 municípios: Jacobina, Capim Grosso, São José do Jacuípe, Várzea da Roça e Serrolândia, de quem foi desmembrada.
Segundo o Censo 2022 do IBGE, sua população é de 9 461 habitantes.

## História
Criado em 13 de junho de 1989 pela Lei nº 5.019 (que entrou em vigor em 14 de junho de 1989).
O município de Quixabeira é oriundo de Serrolândia, de quem foi desmembrado em 1989. Esta foi emancipada em 1962, e pertencia a Jacobina. O nome Quixabeira deriva da planta de mesmo nome, muito conhecida na região, a Sideroxylon obtusifolium, pertence à família Sapotácea, árvore que atinge 15 metros de altura, armada de espinhos, lactescentes, de folhas alternas, cariáceas, com flores perfumadas, pequenas, de sabor adocicado e agradável. O fruto da Quixabeira é uma baga de cor preta, comestível e de sabor adocicado, contendo uma única semente que apresenta um leite grosso e pegajoso. Sua madeira é utilizada na construção civil por ser boa para ser torneada e as hastes mais finas vergam, mas não quebram. Dizem que os bodes, que com estes se alimenta é luzidio, gordo, bonito e de carne gostosa. As folhas são forrageiras e possuem propriedades adstringentes e tônicas. A casca tem grande aplicação na medicina doméstica, é antidiabética, onde o chá faz desaparecer em poucos dias o açúcar da urina do diabético que o usa; é tônica, pois quem faz uso dela se sente remoçar e se torna corado e forte; é adstringente por ser rica em tanino, e é cicatrizante. Ocorre na caatinga do Piauí até o norte de Minas Gerais.